# Pristimantis bicumulus
Pristimantis bicumulus es una especie de anfibio anuro de la familia Craugastoridae. Es también conocida como la ranita de lluvia de Caracas.

## Distribución
Esta especie es endémica del norte de Venezuela. Habita en los estados de Aragua, Sucre y en el Distrito Capital de Caracas entre los 577 y 2060 m de altitud en la cordillera de la costa.

## Publicación original
- Peters, 1863 : Über eine neue Schlangengattung, Styporhynchus, und verschiedene andere Amphibien des zoologischen Museums. Monatsberichte der Königlich Preussischen Akademie der Wissenschaften zu Berlin, vol. 1863, p. 399-413[6]